# الجرحزي (مناخة)

تعديل مصدري - تعديل

الجرحزي هي إحدى قرى عزلة حصبان بمديرية مناخة التابعة لمحافظة صنعاء، بلغ تعداد سكانها 155 نسمة حسب تعداد اليمن لعام 2004.